# Paul Königsberger
Friedrich Paul Königsberger (* 25. Februar 1871 in Breslau; † im 20. Jahrhundert) war ein deutscher Reichsgerichtsrat.

## Leben
Er trat 1894 in den preußischen Staatsdienst ein. 1906 wurde er Amtsrichter und 1909 Landrichter. Zum Landgerichtsrat wurde er 1913 befördert. 1914 ernannte man ihn zum Kammergerichtsrat. 1921 wurde  als Rat an das Reichswirtschaftsgericht berufen. Im Juni 1927 kam er an das Reichsgericht.
In der Zeit des Nationalsozialismus auf Grund seiner jüdischen Herkunft stigmatisiert, wurde er  1935 in den Ruhestand versetzt.

## Werke
- Zu dem neuen Gesetzentwurf über die Errichtung eines Kolonialgerichtshofs, Deutsche Juristen-Zeitung, Jahrgang 19 (1914), Sp. 165.
- mit Alfred Manes: Kommentar zum Versicherungsgesetz für Angestellte vom 26. Dezember 1911, Leipzig 1912.
- Arbeitsgerichtsgesetz vom 23. Dezember 1926, 2. Auflage (übernommen von Adolf Baumbach), Berlin 1930.